# Digital Molecular Matter
Digital Molecular Matter (DMM; рус. Цифровая молекулярная материя) — физический движок, разработанный швейцарской компанией Pixelux Entertainment в 2008 году. Движок распространяется в двух версиях. Первая версия разработана для использования компьютерных играх и других приложениях реального времени, поэтому предназначена для работы в режиме реального времени. Вторая, «оффлайновая» версия предназначена для неинтерактивных симуляций и предоставляется в виде плагина к программам трёхмерного моделирования 3DS Max и Maya. Обе версии распространяются на основе коммерческой лицензии. Для версии реального времени цена публично не доступна, тогда как на конец 2010 года стоимость одной лицензии на оффлайновую версию составляет $599.
Как интерактивная, так и неинтерактивная версии движка отличаются относительно высоким качеством физической симуляции. Точность и приближенность к реальным физическим процессам была одним из ключевых требований при разработке DMM. В отличие от большинства других физический движков реального времени, обе версии DMM используют метод конечных элементов (англ. Finite element method), что позволяет DMM более точно моделировать более общий набор свойств. Разработчики присваивают физические свойства данному объекту (или части объекта) и затем во время выполнения эти объекты ведут себя так, как в реальном мире. Кроме того, свойства объектов (или частей объектов) могут быть изменены во время выполнения, позволяя возникать заранее непредсказуемым и непредпросчитанным эффектам.

## Участие в программе Open Physics Initiative
В середине сентября 2009 года появилась информация о том, что компания AMD тесно сотрудничает с Pixelux для добавления в «Digital Molecular Matter» поддержки OpenCL.
30 сентября 2009 года было официально объявлено о том, что DMM станет составным компонентом новообразованного движка, который разрабатывается AMD и Pixelux соответственно проекту «Open Physics Initiative». Согласно «Open Physics Initiative», DMM второй версии и свободный физический движок реального времени Bullet Physics Library будут объединены в единую систему, основным достоинством которой будет использование OpenCL и DirectCompute, что позволит выполнять вычисления движка не только на центральных, но и на графических микропроцессорах.

## Технологическое описание
«Digital Molecular Matter» доступен и оптимизирован для использования на IBM PC-совместимых компьютеров под управлением операционных систем Microsoft Windows, Linux и Mac OS X, а также для использования на игровых консолях седьмого поколения Sony PlayStation 3, Microsoft Xbox 360 и Nintendo Wii.
DMM создаёт симуляцию, которая позволяет объектам ломаться по-разному от каждого воздействия. DMM принимает во внимание силу воздействия, направление и область воздействия. Например, архитектурное строение, смоделированное с DMM, может обрушиться из-за недостаточного количества критически важных несущих конструкций.

## Разработка
Компания Pixelux Entertainment была основана в феврале 2004 года в Женеве, Швейцария.
Главным программистом DMM был Эрик Паркер (англ. Eric Parker), главный технический директор Pixelux. Вычислительный метод для DMM, который использовал метод конечных элементов, был написан профессором Джеймсом О’Брайеном как часть его докторской диссертации.

## Использование
В 2006 году Pixelux Entertainment подписала партнёрское соглашение с компанией LucasArts, согласно которому DMM будет использоваться во всех компьютерных играх, которые будут разрабатываться последней. На момент анонса было заявлено использование DMM в двух проектах: «Star Wars: The Force Unleashed» и «Indiana Jones and the Staff of Kings». Со временем игра «Indiana Jones and the Staff of Kings» была отменена, а «Star Wars: The Force Unleashed» вышла 16 ноября 2008 года для множества платформ, причём версии игры под разные платформы разрабатывали разные компании. Однако «основные» версии для консолей седьмого поколения и ПК, разработанные LucasArts и Aspyr Media, использовали DMM. Следующей игрой от LucasArts, использующей DMM, стала «Star Wars: The Force Unleashed II», вышедшая 26 октября 2010 года.
В 2009 году произошло первое крупное использование оффлайновой версии DMM. Компания Weta Digital использовала DMM-плагин для создания компьютерных спецэффектов к фильму «Аватар» режиссёра Джеймса Кэмерона.
1 июня 2010 года DMM был лицензирован американской компании по производству компьютерной анимации для кинофильмов Moving Picture Company.
DMM был интегрирован в несколько игровых и графических движков: Gamebryo, Trinigy Vision Engine, Irrlicht, OGRE и некоторых другие.